# Национальный резервный банк
Акционерный коммерческий банк «Национальный резервный банк» (акционерное общество) — российский коммерческий банк, по итогам 2021 года занимал 152-е место по величине активов (14 млрд руб.). Сокращённое фирменное наименование: АКБ «НРБанк» (АО). Штаб-квартира — в Москве.

## История
Основан в 1992 году Натальей Архиповой и Геннадием Петрухиным  под названием «Кайрос», позднее переименован. В 1993 году был продан структурам Олега Бойко. Эта продажа через несколько лет стала предметом судебного спора с первоначальными владельцами.

### У Александра Лебедева
В 1995 году выкуплена «Русской инвестиционно-финансовой компанией» (РИФК) во главе с Александром Лебедевым приблизительно за 400 тысяч долларов. Сам Александр Лебедев стал президентом, председателем правления банка; а его заместителем - Андрей Костин (в следующем году последний ушел из банка). В состав учредителей банка вошел «Газпром». К 1997 году НРБанк занял третье место среди российских банков по размеру собственного капитала (после Сбербанка и Внешторгбанка). К 2003 «Газпром» вышел из капитала НРБанка.
С 2003 по 2019 годы принадлежал Национальной резервной корпорации (НРК), контролируемой Александром Лебедевым. У банка имелись филиалы в таких российских городах как Санкт-Петербург, Ставрополь, Воронеж, Волгоград, Тюмень, Иркутск, Челябинск, Краснодар, Брянск, Новосибирск, Ярославль, Саратов, а также представительства в Киеве и Лондоне. К началу 2015 года банк закрыл все свои филиалы и оставил всего одно главное отделение, численность работников банка сократилась с 1500 до 150 человек. По сути замороженный актив был выставлен на продажу.

### Новые собственники
В декабре 2019 года банк был почти полностью выкуплен Государственной транспортной лизинговой компанией (ГТЛК), получившей 78,2% капитала, и Евразийским банком развития (ЕАБР) - 18,7%. В январе 2020 года принадлежавшие Росимуществу 2,7% капитала НРБанка купила некий индивидуальный предприниматель Иванова Светлана Владимировна, вскоре эта доля также перешла в ГТЛК, в результате чего лизинговая компания стала обладателем 81,3% акций кредитной организации.
Весной 2022 года начались переговоры по увеличению доли ЕАБР, в частности, о получении этой организацией контроля в банке в результате его докапитализации. В августе 2022 года состоялась сделка, в результате которой ГТЛК полностью вышел из состава акционеров НРБанка, а его полным владельцем стал ЕАБР. Однако в конце этого же года уже ЕАБР продал банк неназванному покупателю. Сумма сделки составила 3,9 млрд рублей, включая неденежное возмещение в виде доли участия в российской компании.
Газета «Коммерсант» в 2023 году писала, что владельцами банка являются номинальные лица, реальными же бенефициарами могут являться «топ-менеджеры, работавшие в крупнейших российских финансовых структурах». По информации издания Frank Media, структуру НРБанка компанию «НРБ Капитал» в начале 2023 года возглавил работавший с 2010 по 2022 год в ВТБ Владимир Потапов (в последние годы он занимал в ВТБ должность старшего вице-президента и курировал брокерский бизнес и работу управляющих компаний группы). Советником в НРБанк в начале 2023 вышел также бывший председатель СМП-банка Александр Левковский. Согласно информации «Коммерсанта», владельцы НРБанка планируют развивать на базе банка международные расчеты, сильно пострадавшие у крупных участников рынка из-за усилившегося с 2022 года санкционного давления на российские финансовые институты.

## Кредитные рейтинги
В 2021 году рейтинговое агентство АКРА присвоило банку рейтинговую оценку BB(RU) со стабильным прогнозом. Рейтинг ежегодно подтверждался (2022-2023), в 2024 году был повышен до BBB(RU).
Рейтинговое агентство «Эксперт РА» в 2017 году присвоило АО АКБ «НРБанк» рейтинговую оценку ruB+ со стабильным прогнозом, в 2019 году рейтинг был повышен до ruBB, в 2021 - отозван.